# Choanograptis didyma
Choanograptis didyma es una especie de polilla de la familia Tortricidae. Se encuentra en Nueva Guinea. Fue descrita por Meyrick en 1938.